# Mohammed Abu
Mohammed Abu (Accra, 14 november 1991) is een Ghanese voetballer. Hij staat sinds 2010 onder contract bij Manchester City en wordt momenteel uitgeleend aan het Noorse Strømsgodset IF.

## Clubcarrière
Mohammed Abu, een sterke middenvelder, werd bij de jeugd van Accra Hearts of Oak Sporting Club ontdekt door de Engelse topclub Manchester City. De Ghanees werd door The Citizens meteen uitgeleend aan het Noorse Strømsgodset IF. Daar werd hij in geen tijd een vaste waarde. In oktober 2011 verlengde Manchester City zijn contract tot 2014.
In januari 2012 stapte hij over naar de Duitse tweedeklasser Eintracht Frankfurt, maar daar kwam hij nooit aan spelen toe. Abu keerde reeds in maart terug naar Strømsgodset.

## Interlandcarrière
Abu maakte in oktober 2011 tegen Nigeria zijn debuut voor de nationale ploeg van Ghana. De jonge middenvelder mocht in 2012 ook deelnemen aan de African Cup of Nations. Op dat toernooi verloor Ghana de troostfinale.

## Erelijst
Strømsgodset IF
- Noorse beker

2010